# Catanzaro Lido
Pour les articles homonymes, voir Catanzaro (homonymie).
Catanzaro Lido ou Catanzaro Marina est une frazione de la ville italienne de Catanzaro, chef-lieu de la province éponyme, dans la région Calabre, dans le sud de l'Italie.

## Géographie
Catanzaro Lido est le quartier balnéaire de Catanzaro. Il s'étire sur environ 5 km le long de la côte ionienne. Situé à 8 km à vol d'oiseau (16 km le long de la SP17) au sud du centre-ville, il était appelé à l'origine « Marina di Catanzaro ». Avec les quartiers Aranceto, Corvo, Fortuna, Casciolino, Giovino et Barone il forme la 4e circonscription territoriale de Catanzaro.
Bien qu'il soit situé en zone périphérique, Catanzaro Lido est considéré comme un vrai centre citadin sur la mer : le  « centro turistico-balneare » de Catanzaro et possède un lungomare d'environ 2 km le long duquel sont implantés de nombreux petits centres de restauration, bars, discothèques et hôtels.
Dans ce quartier débute un tronçon côtier d'environ 20 km de long, allant jusqu'à Soverato qui est une destination très fréquentée en été.
Situé entre l'embouchure de  Corace et le rione Casciolino, Catanzaro Lido abrite également un petit marina et est traversé par la ligne de chemin de fer et de l'autoroute ionique (SS106/E90), principales voies de communications qui relient Reggio de Calabre à Tarente, parcourant la côte de la mer Ionienne et passant par Crotone.

## Organes et institutions
- Stazione Unica Appaltante Calabria ;
- Contractant unique station de Calabre
- Bureau provincial de l'éducation ;
- Bureau régional d'éducation ;
- Consulat de Maroc ;

## Histoire

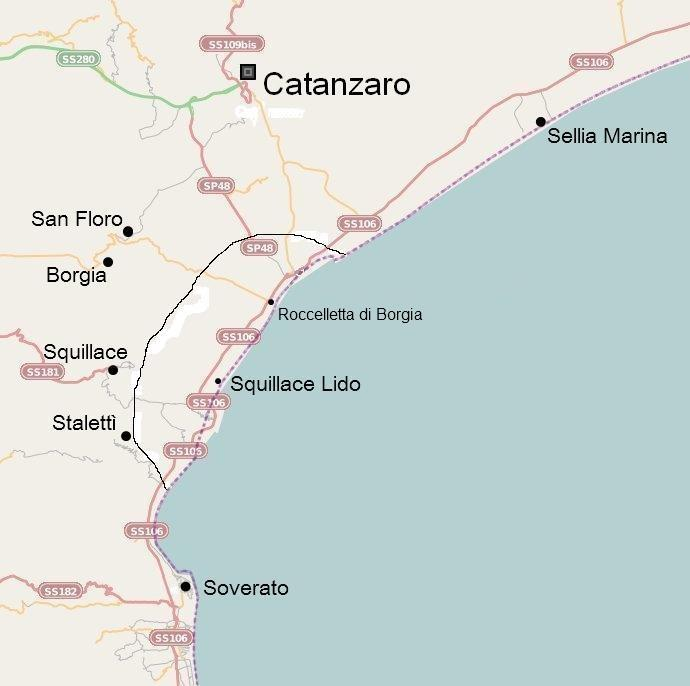
Zone probable de l'ancienne colonie de la Grande-Grèce Skylletion, qui devint à l'époque romaine Minervia Scolacium

À l'époque pré-grecque, la zone était connue sous le nom de 'crotale, car traversée le Crotale, l'actuel cours d'eau Corace. Par la suite, lors de la colonisation grecque elle a été englobée dans le site de l'ancienne Scolacium.
Lors des incursions turques, la population a été forcée de se réfugier dans les hauteurs en arrière de Zarapotamo (où se trouve maintenant le quartier  Santa Maria) et du Trivonà sur lequel fut érigé Catanzaro.
Au début de XIIe siècle, la côte devenant plus sûre, des familles entières de pêcheurs de Catanzaro se sont installées dans le Village Marin favorisant le repeuplement de la zone.
Au fil des ans, le quartier prend un rôle de plus en plus important avec le développement du commerce, pour devenir aujourd'hui une attraction touristique par la présence d'une importante infrastructure balnéaire et touristique et par la proximité de Parc archéologique de la Scolacium.

## Infrastructure
La gare de Catanzaro Lido qui est la principale gare de la ville, fait partie du circuit Centostazioni avec une moyenne d'environ 200,000 passagers par an.
Après le 8 septembre 1943, par sa position stratégique dans la liaison ferroviaire entre les mers Tyrrhénienne et Ionienne, elle a été soumise à d'intenses bombardements par les troupes alliées.
Elle fait continuellement l'objet de travaux importants pour la modernisation des installations et des services aux clients. [R.F.I. SPA]
À Catanzaro Lido, plus précisément dans le quartier de Casciolino, il y a un port de plaisance, en grande partie endommagé par la mer qui est en cours de rénovation. Il est également en cours d'élaboration un tronçon supplémentaire d'environ 1 km de lungomare dans le rione Giovino et une oasis marine est présentwe au large de la côte.

## Célébrations
- Fête de la Madonna di Porto Salvo, dernier dimanche de Juillet.

## Sources
- (it) Cet article est partiellement ou en totalité issu de l’article de Wikipédia en italien intitulé « Catanzaro Lido » (voir la liste des auteurs).